# Ralph Burkei
Ralph Burkei (* 15. Dezember 1956 in München; † 26. November 2008 in Mumbai) war ein deutscher Medienunternehmer, Fußballfunktionär und Kommunalpolitiker der CSU. Er starb bei einem islamistischen Terroranschlag in Mumbai.

## Leben
Burkei war gemeinsam mit Ralph Piller Gesellschafter sowie Programmleiter des Medienunternehmens C.A.M.P. TV, das u. a. das Lokalfenster Bayern Journal bei Sat.1 und RTL produzierte. Im Jahre 2004 wurde dem Sohn des Bauingenieurs August Burkei vorgeworfen, die ihm bis Ende 2003 gehörende Firma West Net AG an eine Person aus dem Milieu sogenannter Firmenbestatter übereignet zu haben. Unmittelbar nach der Übernahme wurde der gesamte Vorstand nach Frankreich verlegt und war für die Gläubiger nicht mehr zu erreichen. Sechsstellige Forderungsausfälle waren die Folge. 2005 kamen Burkei und C.A.M.P. TV wegen des Verdachts der Schleichwerbung im deutschen Fernsehen in die Schlagzeilen. Anders als bei Schleichwerbevorwürfen im Jahr 1997 konnte die Bayerischen Landeszentrale für neue Medien 2005 keinen eindeutigen Schleichwerbenachweis führen, was in der Öffentlichkeit als unbeanstandete Schleichwerbung dargestellt wurde.
Von 2000 bis 2004 war er Schatzmeister des CSU-Bezirksverbandes München.
In den Jahren 1998/1999 war er Präsident des Regionalligisten VfB Leipzig. Seit Mai 2002 saß er im Aufsichtsrat des TSV 1860 München, von März 2006 bis März 2007 war er Vizepräsident und Schatzmeister des Vereins.
Bei den Anschlägen in Mumbai hielt Burkei sich als Tourist im Hotel Taj Mahal auf. Dort versuchte er, über die Fassade zu flüchten, und wurde bei einem Sturz auf das Vordach schwer verletzt. Er starb auf dem Weg ins Krankenhaus. Seine Freundin überlebte mit schweren Wirbelsäulenverletzungen. Er hinterließ ferner Ehefrau Claudia.